# Mont Hakkoda (film)
Pour les montagnes, voir Monts Hakkōda.
Pour plus de détails, voir Fiche technique et Distribution.
Mont Hakkoda (八甲田山, Hakkodasan) est un film japonais de 1977 réalisé par Shirō Moritani. Il fut proposé à la 50e cérémonie des Oscars pour l'Oscar du meilleur film en langue étrangère, mais il ne fut pas nommé.

## Synopsis
En 1902, au Japon, une compagnie de soldats japonais, commandée par le colonel Nakabayashi, entreprend une traversée des Monts Hakkoda. Malgré l'apparition d'une importante tempête de neige, les officiers décident de continuer le voyage. La quasi-totalité des hommes périront de froid ou d'épuisement. 

## Faits historiques

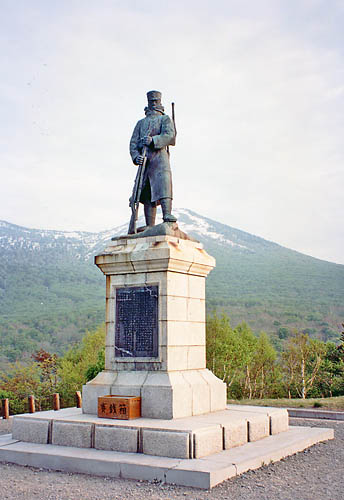
Mémorial de la marche vers la mort sur le mont Hakkoda.

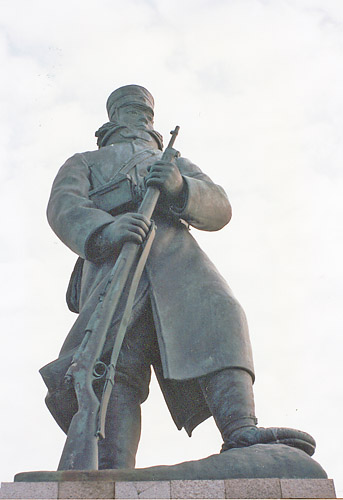
La statue de Fusanosuke Gotō qui survécut à l’entraînement militaire dans les monts Hakkoda en 1902.

L'incident des monts Hakkoda est historique : en février 1902, le 5e régiment d'infanterie japonais part en manœuvres près d'Aomori, sur les pentes des monts Hakkoda. Le but de cet entraînement est d'aguerrir les soldats en vue d'un conflit possible avec la Russie, qui risque de se dérouler dans des conditions climatiques rigoureuses. Une tempête de neige, la mauvaise organisation et les erreurs continues des officiers provoquent une catastrophe : sur les 210 officiers et soldats, seuls 11 vont survivre, encadrés par le caporal Fusanosuke Gotō, qui possède aujourd'hui sa statue au pied des monts Hakkoda. 
La conséquence pratique la plus positive de ce drame fut l'introduction au Japon du ski, qui était inconnu en 1902, et qui commença à équiper les troupes de montagne. 
Le film, sorti 75 ans après les faits, dénonce longuement certains défauts anciens et en partie toujours actuels de la société japonaise, vue à travers ses forces armées : la soumission à l'autorité, le manque d'initiative individuelle, le poids de la bureaucratie.

## Fiche technique
- Titre : Mont Hakkoda
- Titre original : 八甲田山 (Hakkodasan?)
- Réalisation : Shirō Moritani
- Scénario : Shinobu Hashimoto, d’après Jirō Nitta (roman)
- Photographie : Daisaku Kimura
- Montage : Michiko Ikeda
- Musique : Yasushi Akutagawa
- Producteur : Kazuo Baba
- Sociétés de production : Hashimoto Productions, Shimano Kikaku, Tōhō
- Pays de production :  Japon
- Langue originale : japonais
- Genre : drame
- Durée : 169 minutes
- Date de sortie :
  - Japon : 4 juin 1977[2]

## Distribution
- Hideji Ōtaki : Colonel Nakabayashi
- Ken Takakura : Capitaine Tokushima
- Kin'ya Kitaōji : Capitaine Kanda
- Tetsurō Tanba : Colonel Kojima
- Rentarō Mikuni : Major Yamada
- Komaki Kurihara : Hatsuko Kanda (femme de Kanda)
- Mariko Kaga : Taeko Tokushima (femme de Tokushima)
- Yūzō Kayama : Capitaine Kurata
- Kumiko Akiyoshi : Sawa Takiguchi (le guide)